# Нова школа тіні
Нова́ шко́ла ті́ні (яп. 【新陰流】, しんかげりゅう, шін-каґе-рю) — школа японського фехтування. Заснована у 1560-х роках фехтувальником і стратегом Каміїдзумі Нобуцуною із провінції Кодзуке. Базується на прийомах Школи тіні фехтувальника Айсу Іко. В основі техніки володіння мечем лежить принцип психічного злиття із противником для передбачення його рухів. Серед учнів школи були видатні фехтувальники Яґю Мунейоші та Хікіту Бунґоро, які заснували свої окремі школи — нова школа фехтування Яґю і школа тіні Хікіти. Також — «школа Каміїдзумі» (【上泉流】), «нова тіньова школа» (【新影流】).